# Акулов, Пётр Филимонович
Пётр Филимонович Акулов (1913—1974) — бригадир проходчиков шахты № 33/34 комбината «Карагандауголь», Герой Социалистического Труда.

## Биография
Родился в 1913 году в городе Усть-Каменогорск, ныне Восточно-Казахстанской области Республики Казахстан.
Трудовую деятельность начал молотобойцем на руднике Манке в Зайсанском районе Восточно-Казахстанской области. С 1933 году работал забойщиком на приисках «Алтайзолото». С началом войны, как имеющий «бронь», продолжал работать там же.
В тяжёлом 1942 году было принято постановление ЦК ВКП(б) об увеличении добычи угля в Карагандинском бассейне. В том же году прибыл по мобилизации в Караганду. Начал работать проходчиком на шахте № 33/34 треста «Сталинуголь». С первых дней работы на шахте повысил темпы проведения выработок, и через уже год был назначен бригадиром.
Для роста добычи необходимо было быстрее готовить новые выемочные участки, увеличивать темпы проведения выработок. Акулов предложил организовать труд так, чтобы бригада проходила не одну, а несколько выработок, обслуживала одновременно несколько забоев. Для реализации этой идеи он в 1946 году организовал комплексную бригаду, где каждый её член мог совмещать профессии, выполнять все операции по проходке выработок.
По его предложению был изменен паспорт буровзрывных работ, при этом увеличена глубины вруба. Это повысило эффективность буро-взрывных работа на 25 %. Отгрузку угля производили углепогрузочной машиной, была улучшена схема подачи «порожняка», добавлено количество электросверл. В результате бригада стала проходить в месяц 115 метров штрека, тогда как средние темпы проходки по комбинату составляли 25-30 метров.
Петр Акулов стал инициатором скоростных методов проведения горных выработок в Карагандинском бассейне. Установил личный рекорд скоростной проходки, выполнив 17 норм за смену. Сколько раз он высокими темпами проходки буквально спасал шахту, оказавшуюся без необходимого фронта очистных работ.
За два с половиной года послевоенной пятилетки бригада Петра Акулова выполнила четыре годовых нормы и в 1948 году, то есть за 3 года, закончила выполнение пятилетнего плана.
Указом Президиума Верховного Совета СССР от 28 августа 1948 года за выдающиеся успехи в деле увеличения добычи угля, восстановления и строительства угольных шахт и внедрение передовых методов работы, обеспечивающих значительный рост производительности труда Акулову Петру Филимоновичу присвоено звание Героя Социалистического Труда с вручением ордена Ленина и золотой медали «Серп и Молот».
Работал в шахте № 33/3, позднее получившей название «Майкудукской», до выхода на пенсию в 1963 году.
Четырежды избирался депутатом Верховного Совета Казахской ССР.
Жил в городе Караганда.
Скоропостижно скончался в сентябре 1974 года.
Награждён орденами Ленина, «Знак Почёта», медалями, в том числе «За трудовое отличие».